# Sant’Ambrogio della Massima

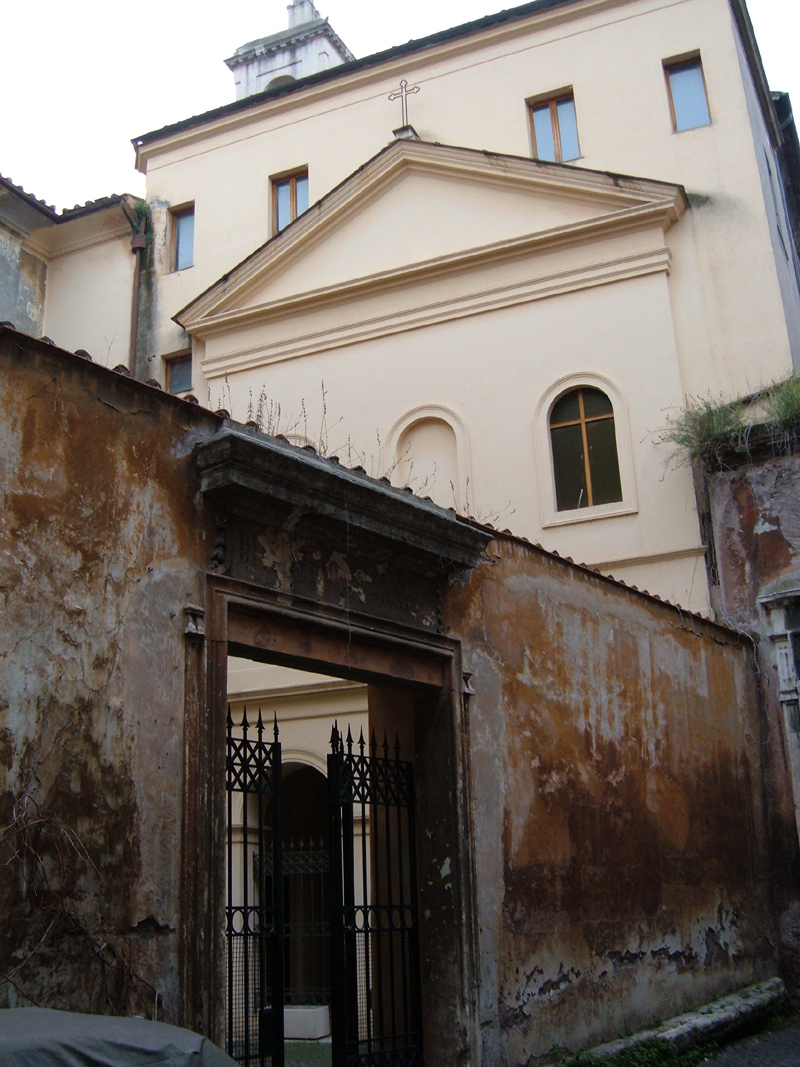
Blick auf das Tor und den oberen Teil der Fassade am Hof

Sant’Ambrogio della Massima (lat.: Sancti Ambrosi de maxima) ist eine kleine Kirche in Rom. Sie ist Klosterkirche und Sitz der Generalkurie der Benediktinerkongregation von Subiaco. In ihrer heutigen Gestalt stammt sie aus dem frühen 17. Jahrhundert, steht aber auf antiken Gebäuderesten. Sie enthält einige bedeutende Kunstwerke. Seit 2023 ist die Kirche Titeldiakonie eines Kardinaldiakons.

## Lage
Die Kirche liegt im XI. römischen Rione Sant’Angelo, an der nach ihr benannten Via di Sant’Ambrogio etwa 80 Meter südöstlich des Schildkrötenbrunnens.

## Name
Der Name der Kirche bezieht sich auf den heiligen Ambrosius von Mailand. Die Herkunft des Beinamens della Massima bzw. de maxima ist nicht geklärt, möglicherweise trug eine der Gründerinnen des Klosters den Namen Maxima. Möglich ist auch eine Verbindung zur Cloaca Maxima, die in der Nähe in den Tiber mündet, oder zu einer Porticus Maxima.

## Geschichte
Die Kirche liegt auf dem Gelände, das in der Antike zur Porticus Philippi gehörte. Die Kirche und die angrenzenden Klostergebäude stehen über dem Tempel des Hercules Musarum, der sich in der Porticus befand.
Der Überlieferung nach soll hier das Haus gestanden haben, in dem der heilige Ambrosius von Mailand lebte, bevor er zum Antritt seiner Präfektur nach Mailand wechselte. Er soll zusammen mit seiner Schwester, der heiligen Marcellina, hier aufgewachsen sein, die danach in diesem Haus eine klösterliche Gemeinschaft gründete. Ob sich die Erwähnung im Liber Pontificalis aus der Zeit des Papstes Leo III. monasterium S. Mariae quae appellatur Ambrosii auf diese Kirche bezieht, ist ungeklärt. Wahrscheinlicher ist, dass ein erster Kirchenbau an dieser Stelle im 12. Jahrhundert errichtet wurde. Im Inneren des Campanile ist noch romanisches Mauerwerk zu erkennen. Dazu passt, dass im Kirchenkatalog des späteren Papstes Honorius III. von 1192 ein monasterium Maxime erwähnt ist. Der Katalog von Turin von etwa 1320 hat einen Eintrag Monasterium sancte Mariae de Maxima und berichtet über zwölf Ordensleute. Der heutige Bau entstand im Auftrag der Äbtissin Beatrice de Torres unter der Mithilfe ihres Bruders Kardinal Ludovico de Torres von 1606 bis 1634 durch Carlo Maderno.
Vom 13. Jahrhundert bis 1809 gehörten Kirche und Kloster den Benediktinerinnen. Dann wurden diese von den Franziskanerinnen abgelöst. Nach dem Inquisitionsprozess (siehe unten) wurde der Franziskanerinnenkonvent aufgelöst; der Komplex kam 1861 in den Besitz der Benediktiner von Subiaco. Nach der Beschlagnahme durch den italienischen Staat 1870 wurden die Gebäude später zurückgegeben. 1959 bis 1964 und 1992 bis 1994 fanden Restaurierungen statt.
Seit dem Konsistorium vom 30. September 2023 ist die Kirche Titeldiakonie. Erster Kardinaldiakon wurde mit gleichem Datum Claudio Gugerotti.

## Inquisitionsprozess
Der Kirchenhistoriker Hubert Wolf der Westfälischen Wilhelms-Universität in Münster konnte als einer der ersten Wissenschaftler im über 400 Jahre lang verschlossenen Inquisitionsarchiv des Vatikans in Rom recherchieren. Er klärte in 14 Jahren des Forschens mit einer detaillierten Aufarbeitung, Rekonstruktion und Darstellung ein Kapitel der Kirchengeschichte auf, in das die Franziskanerinnen und Kleriker verwickelt waren. Der Prozess gegen den Konvent der Nonnen vom regulierten Dritten Orden des heiligen Franziskus in Sant’Ambrogio della Massima begann im Jahre 1859 zunächst als ein Fall von „vorgetäuschter Heiligkeit“ (it. „affettata santità“), der in die klassische Zuständigkeit der Römischen Inquisition fiel. 
Gegründet hatte den Konvent Agnese Firrao, eine Äbtissin, die den Vatikan spaltete: Es gab Kleriker, die ihren Erscheinungen, Wundmalen, Offenbarungen, Verzückungen, Wundern glaubten und sie für eine lebende Heilige hielten und als solche verehrten, wie zum Beispiel Papst Leo XII. Es gab aber auch Geistliche, die die vorgebliche Heiligkeit der Agnese Firrao bezweifelten. Von der Römischen Inquisition wurde das Kloster 1816 geschlossen und die „falsche Heilige“ wurde in ein anderes Kloster verbannt. Ihre Schwestern aber blieben ihr treu ergeben und ließen sich aus der Ferne von ihr durch Briefe steuern, der Konvent existierte weiter. In einem bisher einmaligen Verfahren hob Papst Leo XII. 1829 das Urteil der Inquisition wieder auf. Dass jemals ein anderes Urteil der Inquisition aufgehoben wurde, ist nicht bekannt.
Bis 1859 berief sich auch die nachfolgende junge Novizenmeisterin des Konvents, Maria Luisa, die in ihrem Kloster ebenfalls wie eine Heilige verehrt wurde, auf Erscheinungen und auf Teufelsspuk. Im Schutz des kirchlich-klösterlich abgeschlossenen Raumes ereigneten sich weiterhin obskure Praktiken, sexueller Missbrauch, lesbische Initiationsriten und Geschlechtsverkehr mit Priestern. Kinder wurden gezeugt und im Krankenhaus zum Heiligen Geist abgetrieben, weil angeblich vom Teufel gezeugt; außerdem kam es zu unterlassener Hilfeleistung, Mordanschlägen und auch zwei Morden. Als die gebildete deutsche Novizin Fürstin Katharina von Hohenzollern-Sigmaringen (1817–1893), geb. von Hohenlohe-Waldenburg-Schillingsfürst, von 1848 bis 1853 verheiratet mit Karl von Hohenzollern-Sigmaringen, später Stifterin der Erzabtei Beuron, ihrem Beichtvater Peters (Josef Kleutgen) in der Beichte von ihren Beobachtungen über einen anderen Verehrer der Novizenmeisterin Maria Luisa berichtete und damit alles aufzufliegen drohte, brach Kleutgen das Beichtgeheimnis. Katharina von Hohenzollern war zu einflussreich und prominent, um aus dem Kloster entlassen zu werden. Man griff zu einem Mordversuch auf Katharina, an dem verschiedene Nonnen des Klosters beteiligt waren, angeblich auf Befehl der Gottesmutter, um ungestört weitermachen zu können. Sie überlebte die Giftanschläge knapp; ihre bemerkenswerte Leibesfülle und Körpergröße kamen ihr zugute. Mit Glück gelang es ihrem Cousin Erzbischof Hohenlohe, dem späteren Kardinal, sie aus dem Kloster zu befreien. Katharina von Hohenzollern zeigte die Umtriebe bei der päpstlichen Inquisitionsbehörde an. 
Das Heilige Tribunal des Sanctum Officium, wie die Glaubenskongregation damals noch hieß, legte den Fall nach Vorermittlungen Papst Pius IX. zur Entscheidung vor. Die Inquisition schritt ein, der Prozess dauerte zweieinhalb Jahre. 1859 wurde die Liebesbeziehung zwischen Novizenmeisterin Maria Luisa und Kleutgen bekannt. Obwohl 40 Nonnen unter Eid in Einzelverhören aussagten und sämtliche ihrer Aussagen, die wörtlich niedergeschrieben wurden, Maria Luisa ebenso schwer wie Josef Kleutgen belasteten, wurde Kleutgen zwar wegen „formeller Häresie“ verurteilt, aber rasch begnadigt, weil er sich dialektisch-gewandt sehr wohl zu verteidigen vermocht hatte. Maria Luisa wurde zu 20 Jahren Haft verurteilt und Papst Pius IX. tat alles, um den Fall Sant’Ambrogio geheim zu halten.
Spezielle Rollen im Zusammenhang mit den Vorgängen spielten die Kardinäle Costantino Patrizi Naro und Karl August von Reisach.

## Fassade
Die Fassade liegt an einem kleinen Hof, den ein Besucher durch ein mit schmalen Pilastern mit Kapitellen toskanischer Ordnung versehenes Portal betritt. Zum Zeichen der bischöflichen Würde sind oberhalb der Kapitelle jeweils zwei Quasten aufgesetzt.
Die Fassade hat eine Vorhalle mit drei Arkadenbögen, die Pfeiler sind ebenfalls nach toskanischer Ordnung gestaltet. Der Mittelteil der Fassade ist nur mit drei Rundbogenfenstern gegliedert, von denen das mittlere als Blindfenster eingefügt ist. Die Fassade wird oberhalb des Gesimses von einem einfachen Dreiecksgiebel abgeschlossen.

## Inneres und Ausstattung
Die Kirche ist einschiffig, je zwei Seitenkapellen flankieren das Langhaus. Über der Vierung erhebt sich eine Kuppel. Diese verfügt über keinen Kuppeltambour und wird von einer Laterne gekrönt. Der Chor der Kirche ist rechteckig und schließt gerade ab. Im Langhaus sind die Wände zwischen den Kapellen mit Pilastern gegliedert, die Kapitelle folgen ionischer Ordnung mit Festons. Der Innenraum ist dem Geschmack des Barock folgend reich mit Goldstuck verziert. Die Kirche wird von Tonnengewölben gedeckt, im Langschiff mit Stichkappen. Die Pendentifs der Vierung sind freskiert, es handelt sich um vier Darstellungen von Tugenden, geschaffen von Francesco Cozza im 17. Jahrhundert.
Die in Richtung Chor erste Kapelle rechts enthielt früher ein Pietro da Cortona zugeschriebenes Altarbild, heute befindet sich hier eine Darstellung Ambrosius und Marcellina aus dem 19. Jahrhundert.
In der zweiten Kapelle rechts, die dem heiligen Benedikt gewidmet ist, befindet sich eine Statue des Heiligen von Orfeo Boselli im Stil von François Duquesnoy aus der ersten Hälfte des 17. Jahrhunderts. Im Bogen befindet sich ein Fresko Flucht nach Ägypten aus dem 17. Jahrhundert.
Das Oberbild über dem Hochaltar im Chor stellt Maria mit Kind, Josef und einen weiteren Heiligen dar, ebenfalls eine Arbeit des 17. Jahrhunderts. Auf der Mensa des Hochaltars befindet sich ein Reliquienkästchen mit Reliquien des heiligen Polykarp von Smyrna, eine Kosmatenarbeit.
Das Vorsatzbild des linken Querschiffs stellt Maria mit Kind dar, es ist ein Tafelbild und wurde im 15. Jahrhundert geschaffen. Gegenüber hängt eine Kopie der Kreuzigung von Francesco Trevisani.
Die erste Kapelle links enthält auf dem Altar eine Mariendarstellung mit unsicherer Zuschreibung an Giuseppe Cesari in einer Marmorfläche. Die Kapelle ist auch mit Szenen aus dem Leben Marias freskiert. 
In der zweiten linken Kapelle, die dem heiligen Maurus gewidmet ist, hängt ein Gemälde von Ciro Ferri, das den Heiligen darstellt, der einen Gelähmten heilt.
Vom linken Querschiff aus erreichbar ist die Sakristei, die Pilaster hier sind nach korinthischer Ordnung gestaltet. Das Altarretabel enthält eine Darstellung Christus am Kreuz, eine Arbeit des 17. Jahrhunderts.
Einige wichtige Kunstwerke befinden sich außerdem im Refektorium des Klosters, so die Kreuzabnahme von Antoniazzo Romano.